# Walker Evans
Walker Evans (ur. 3 listopada 1903 w Saint Louis, zm. 10 kwietnia 1975 w New Haven) – amerykański fotograf, znany przede wszystkim jako autor zdjęć o charakterze dokumentalnym, które w latach 30. wykonywał dla Resettlement Administration (późniejszej Farm Security Administration) oraz niezależnie od RA w Alabamie, czego efektem była publikacja Let Us Now Praise Famous Men.

## Życiorys
W młodości interesował się głównie literaturą i zamierzał zostać pisarzem. Po maturze w 1922 r. rozpoczął studia na Williams College w Williamstown; przez krótki okres był także studentem na paryskiej Sorbonie. Fotografować zaczął w 1928 r. Niedługo potem zwrócił się w stronę fotografii dokumentalnej. Jednym z jego pierwszych projektów dokumentalnych był projekt obejmujący wiktoriańskie domy w Nowej Anglii oraz w Nowym Jorku. Po pobycie na Kubie – który zaowocował serią zdjęć ubogich rodzin, żebraków i mieszkańców Hawany, wydanych w albumie The Crime of Cuba (1933) – został zatrudniony jako fotograf w piśmie „Fortune” i w Resettlement Administration. Celem RA, kierowanej przez Roya Strykera, było m.in. tworzenie dokumentacji fotograficznej.
Swoje najbardziej znane zdjęcia Evans wykonał jednak nie dla RA, ale w wyniku współpracy ze swoim przyjacielem, Jamesem Ageem, który na zlecenie „Fortune” miał przygotować artykuł o sytuacji farmerów na południu USA. Agee nalegał, by redakcja przydzieliła mu jako fotografa właśnie Evansa. Artykuł, który był owocem ich pobytu w hrabstwie Hale w Alabamie, nie spełnił oczekiwań i nie został zamieszczony w piśmie. Wydana przez nich w 1941 r. książka Let Us Now Praise Famous Men ze zdjęciami Evansa opatrzonymi tekstami Ageego nie spotkała się z zainteresowaniem i krytyka doceniła ją dopiero ok. 20 lat później. Fotografie Evansa charakteryzuje przejrzystość i prostota stylu.
W 1940 r. otrzymał stypendium Guggenheima. W latach 1965–1972 był profesorem na Yale University’s School of Art and Architecture.

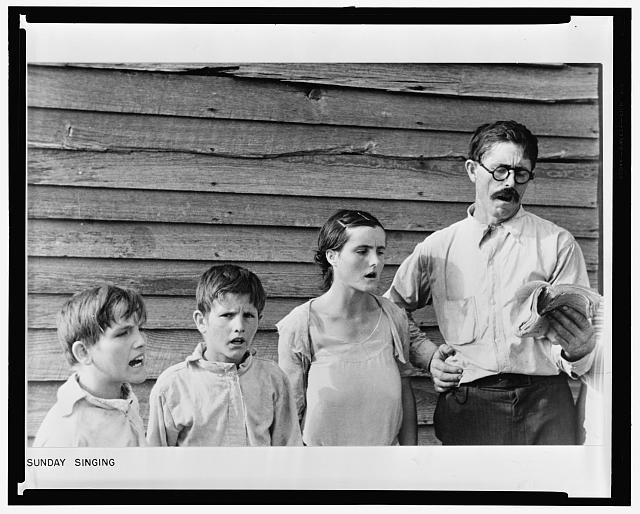
Walker Evans, Sunday singing (1935 lub 1936)
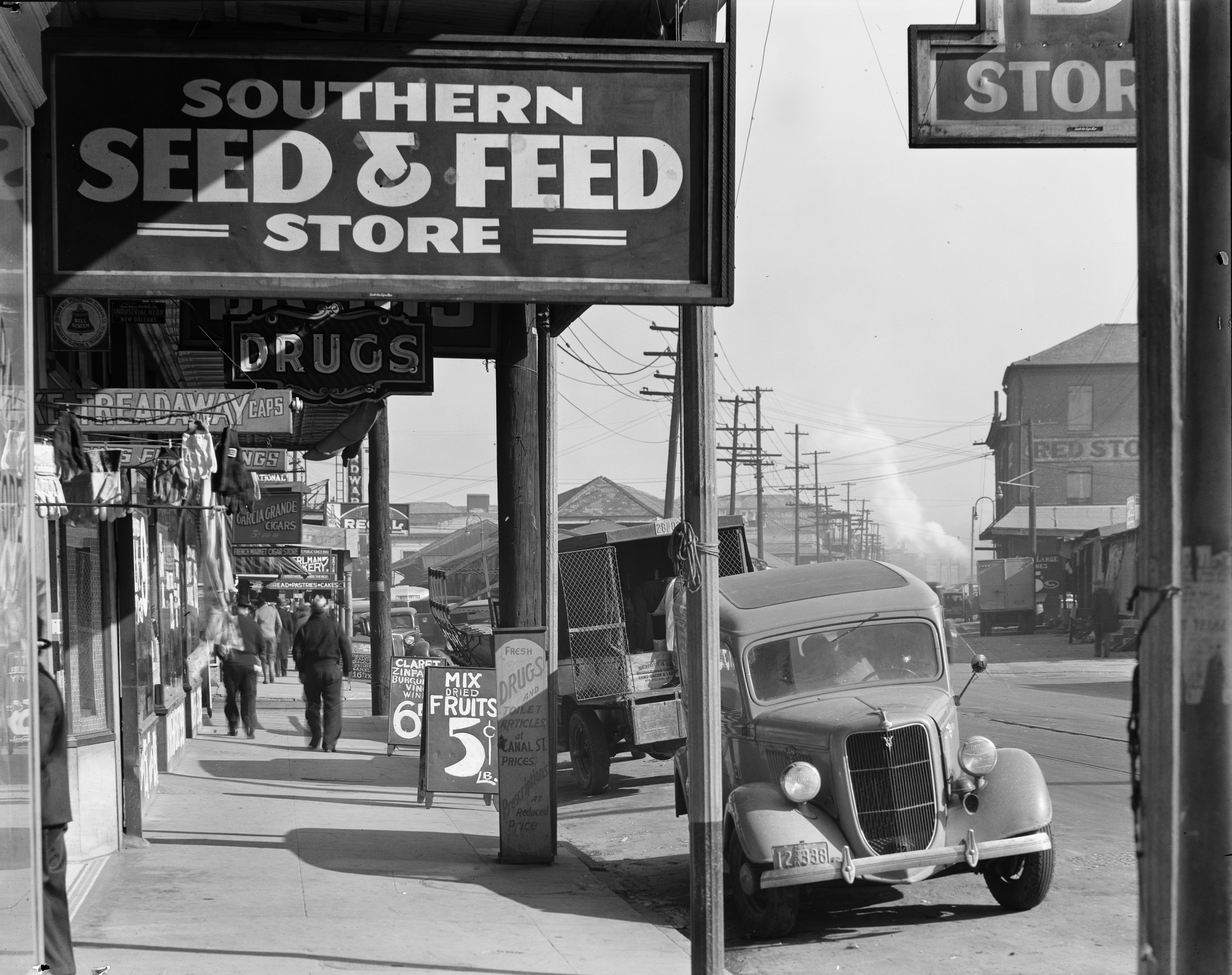
W. Evans, Waterfront in New Orleans (1935)
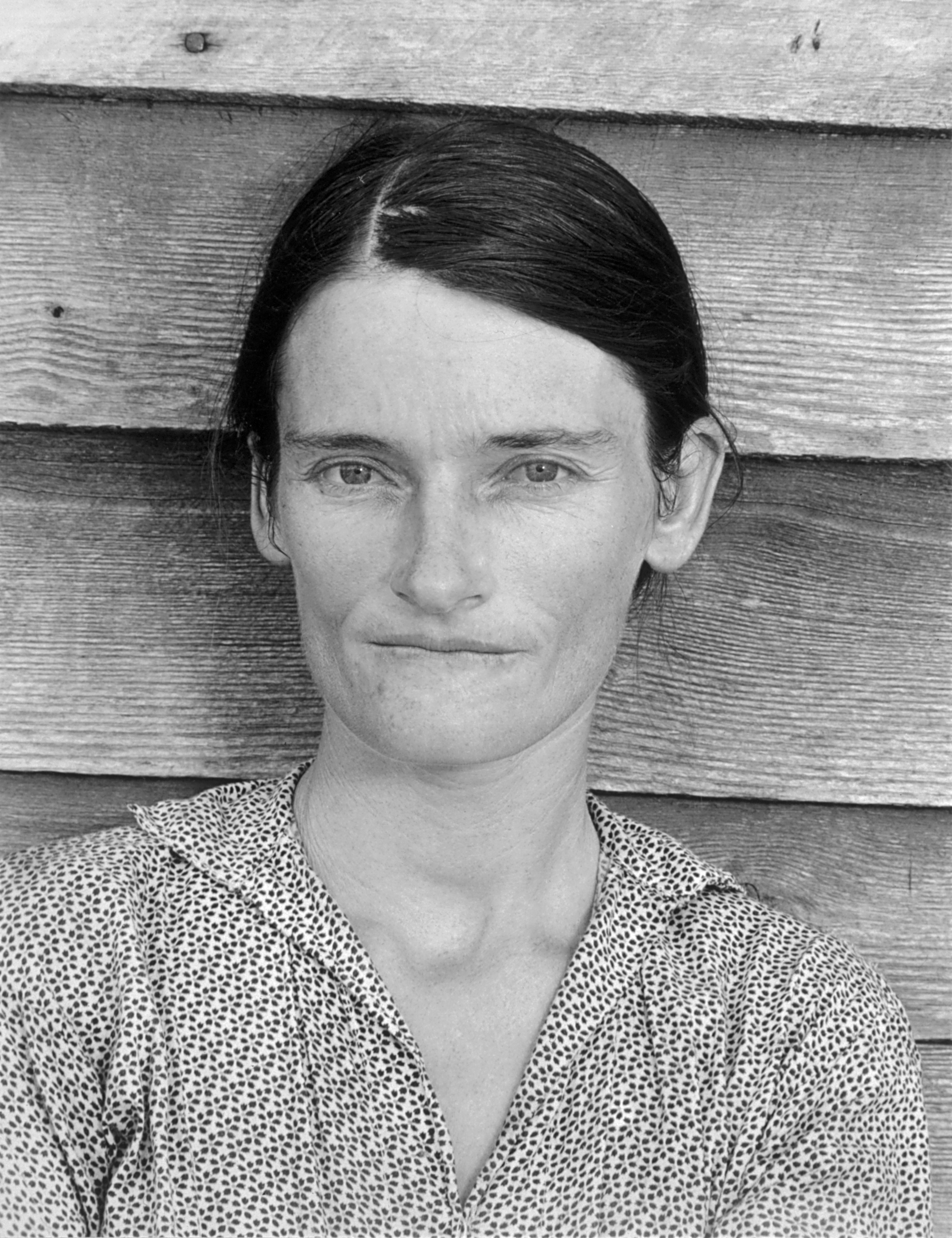
W. Evans, Allie Mae Burroughs (1935 lub 1936)
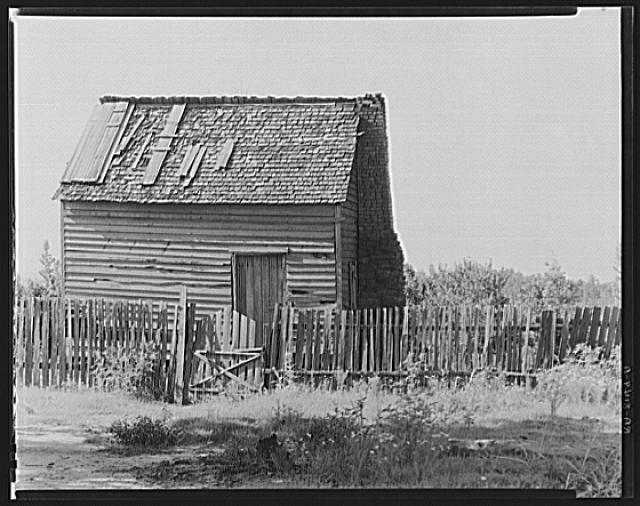
W. Evans, Prayer meeting house (1935 lub 1936)
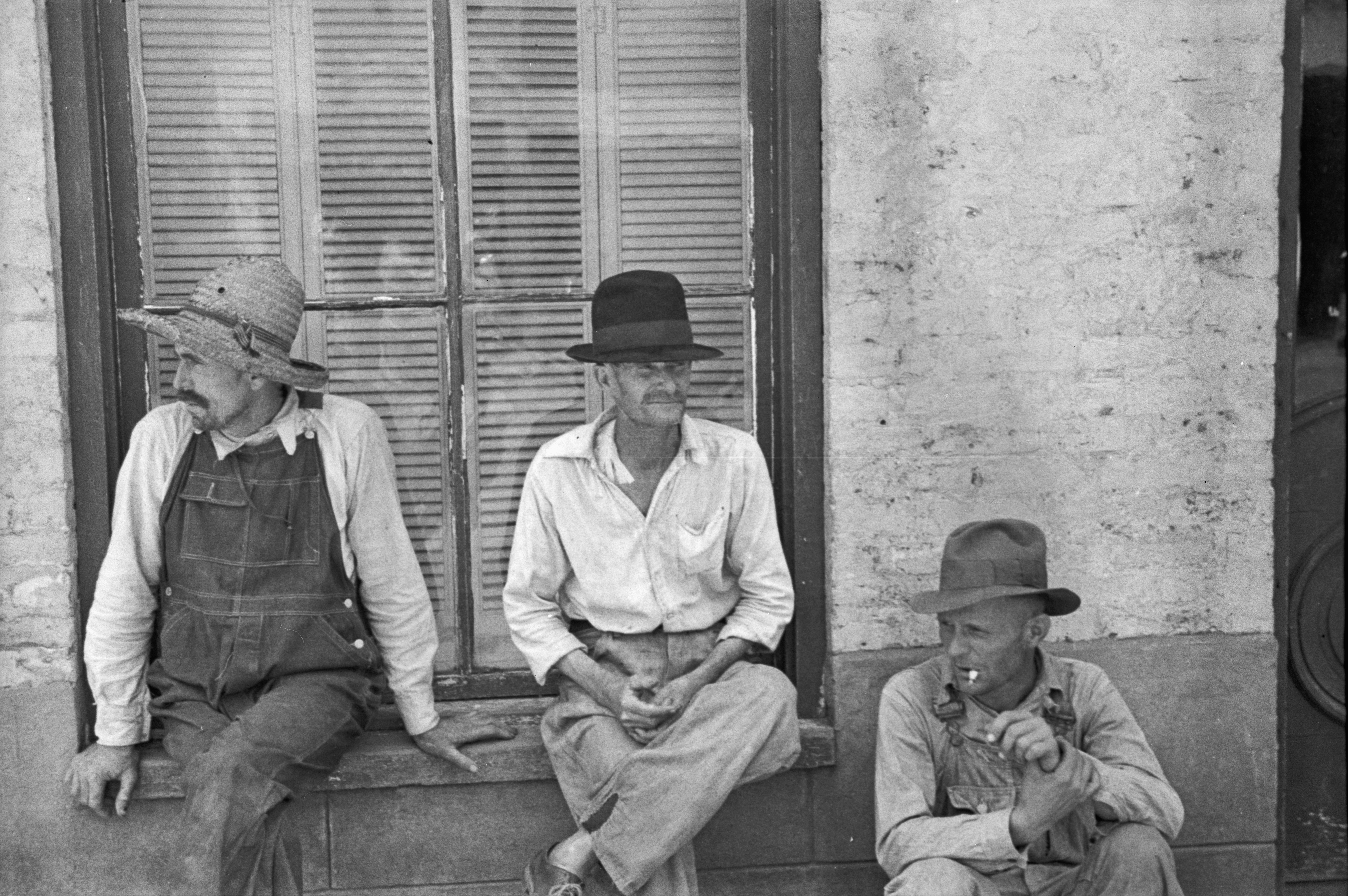
W. Evans, Frank Tengle, Bud Fields i Floyd Burroughs (1935 lub 1936)